# Harvardské počtářky

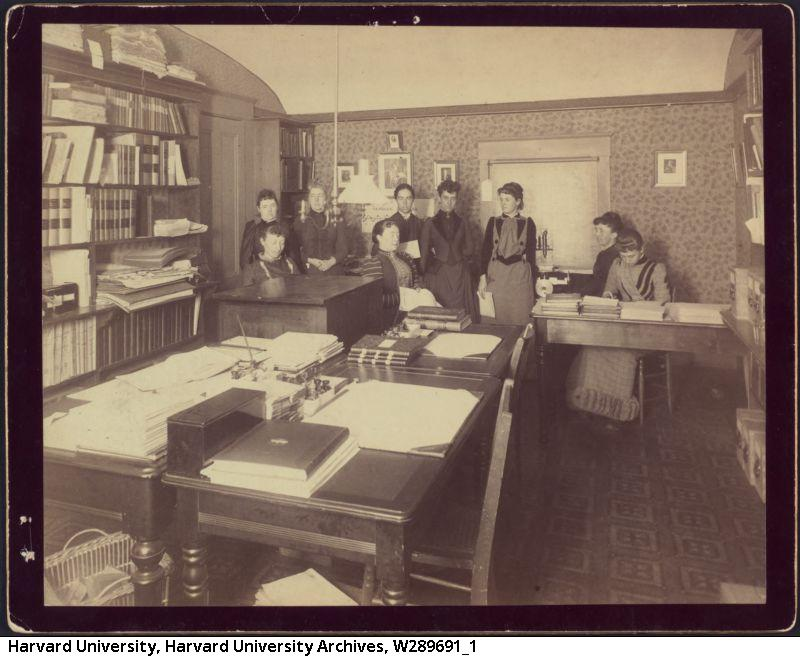
Harvardské počtářky v roce 1891. Fotografie byla pořízena ve výpočetní místnosti Observatoře Harvardovy univerzity.

Harvardské počtářky, známé také jako Harvardské počítačky (Harvard Computers), bylo označení pro tým žen, které na přelomu 19. a 20. století pracovaly jako kvalifikované pracovnice na zpracování astronomických dat na Observatoři Harvardovy univerzity v Cambridgi (Massachusetts). Velkou zásluhu na vytvoření této skupiny počtářek měl tehdejší ředitel observatoře Edward Pickering. Díky významným objevům, vytvářením zásadních referenčních katalogů, stanovováním základních osvědčených postupů v oboru a pečlivé správě jedinečné harvardské kolekce astronomických skleněných fotografických desek nelze vliv a odkaz této skupiny žen přehlédnout. Některé z těchto žen, jako například Annie Jump Cannonová, Henrietta Swan Leavittová, Cecilia Payne-Gaposchkinová, Williamina Flemingová, učinily objevy, které byly pro astrofyziku důležité.

## Terminologie
Skupina mezioborových odborníků v Harvard-Smithsonian Center for Astrophysics, včetně správců záznamů, artefaktů a historických prostorů spojených s astronomickými počtářkami, vydala doporučení, jak plněji a přesněji popsat ženy, které prováděly astronomický výzkum na Observatoři Harvardovy univerzity (HCO) na konci 19. a začátku 20. století. Pro popis skupiny pracovnic v astronomii se doporučuje používat termín Women Astronomical Computers místo označení „Harvard Computers“, které postrádá specifičnost a nezohledňuje složitost způsobu sebeidentifikace samotných pracovnic. Nový termín tak má zohledňovat rozmanitost zkušeností a přínosu zúčastněných žen a také odráží historické genderové předsudky v HCO i v rámci astronomie.

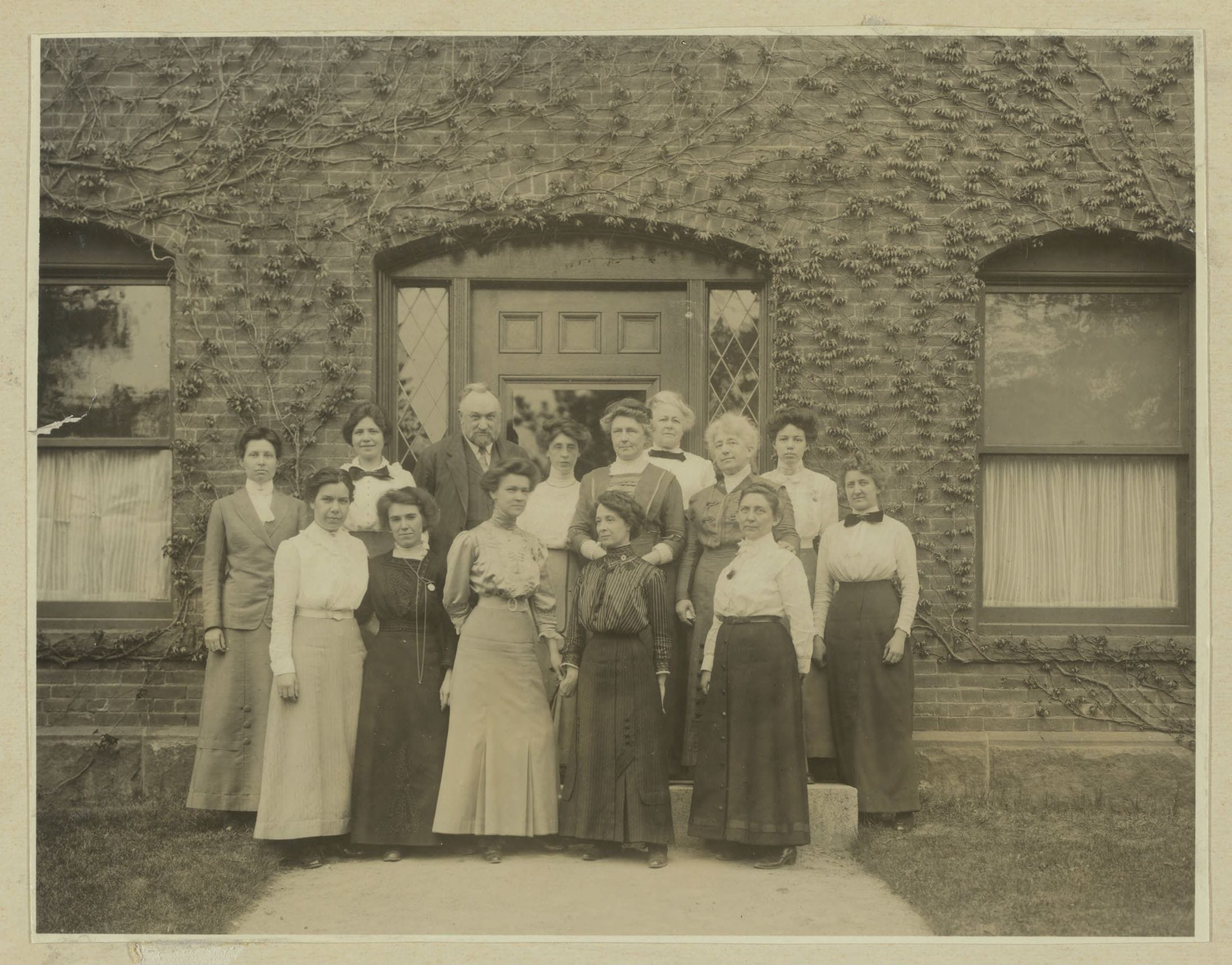
Harvardské počtářky pod vedením E. Pickeringa, květen 1913. Zadní řada zleva: M. Harwood, M. O'Reilly, E. Pickering, E. Gill, A. Cannon, E. Leland, F. Cushman, M. Whyte, G. Brooks. Přední řada: A. Walker, neznámá (pravděpodobně J. Mackie), A. Carpenter, M. Gill, I. Woods.

Používaný termín Harvard Computers autoři doporučení nepovažují za nesprávný. Není to však jejich preferovaný termín, protože nespecifikuje oblast, ve které ženy pracovali, a soustřeďuje se spíše na instituci než na jednotlivce. V historickém kontextu je skutečnost, že to byly ženy, důležitá. Vykonávaly práci, která byla sama o sobě přelomová, a zároveň otevíraly nové možnosti pro ženy ve vědeckých profesích. Dopisy, deníky a další primární zdroje psané samotnými ženami naznačují, že jejich genderová identita byla pro jejich zkušenosti důležitá.
Astronomické počítačové pracovnice (počtářky) měly specializované, specifické astronomické znalosti a dovednosti a je důležité je uznat jako osoby s jedinečnými, cennými odbornými znalostmi v určitém oboru. Přívlastek „astronomické“ tak odlišuje tyto ženy od „lidských počítačů“ pracujících v jiných oborech v první polovině 20. století, včetně matematiky, námořní navigace, konstrukce letadel a raket, výzkumu zbraní během druhé světové války a dalších.
Mnohé z žen, zejména před rokem 1920, se buď samy identifikovaly, nebo byly profesně označovány jako „počtářky“. Toto profesní označení se používalo napříč vědními obory dříve, než bylo přijato v HCO. Úkolem počtářek v HCO bylo provádět matematické výpočty a přesná astronomická měření. Slovo počtářka upřesňuje, jaký typ práce ženy v kontextu doby vykonávaly.
Autoři návrhu také důrazně doporučují vyhnout se výrazu „Pickeringův harém“, jak je někdy skupina počtářek označována a to z několika důvodů: je neuctivý; nevystihuje povahu práce, ženy byly najímány k výkonu technicky kvalifikované práce specifické pro astronomii; tento termín se soustřeďuje na E. Pickeringa a staví ženy spíše do pozice doplňků jeho kariéry než samostatných výzkumnic; kariéra mnoha žen z této skupiny trvala mnoho desetiletí nebo trvala dlouho po Pickeringově působení ve funkci ředitele HCO, mnohé s ním nebyly vůbec spojeny nebo se jejich kariéry s jeho kariérou nepřekrývaly. 

## Historie

### Historické souvislosti

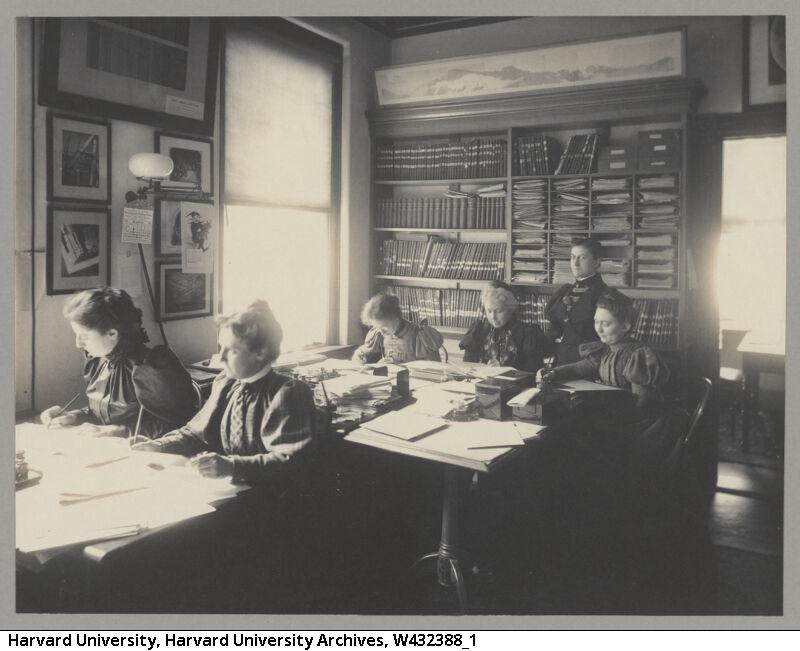
Asistentky pracující v místnosti v nové cihlové budově observatoře, Březen 1898. Williamina Flemingová je žena stojící vzadu, bezprostředně před ní sedí Evelyn Lelandová (v řadě uprostřed) a vpravo je Ida Woodsová. Ostatní ženy jsou neznámé, ale žena nejblíže ke kameře by mohla být Annie Cannonová.

Až do poloviny 19. století se astronomové ve své práci opírali výhradně o pozorování noční oblohy pomocí dalekohledů. To v důsledku znamenalo, že mnoho času strávili čekáním na noci s ideálními podmínkami, kdy pak museli horečně pracovat, aby ten čas využili. S vynálezem fotografie a technologie zachycování snímků hvězd na skleněné desky se tato omezení podařilo překonat: za jasných nocí bylo možné pořizovat snímky dalekohledem a teprve později je studovat.Pozorování pomocí pozemních dalekohledů, které bylo pro astronomii v té době určující, bylo pro ženy funkčně nedostupné. Vedení hvězdáren, včetně Harvardu, se domnívalo, že ženy nejsou vhodné pro fyzickou povahu pozorování, včetně pozdních nocí a chladného počasí. Annie Cannonová byla významnou výjimkou - pozorovala prostřednictvím harvardského dalekohledu na jižní stanici Boyden v Arequipě v Peru a fotografie také sama vyvolávala.
Rostoucí význam vědy v americké společnosti a zlepšující se možnosti vzdělání pro ženy znamenaly, že koncem 19. století hledaly kvalifikované ženy příležitosti ve vědě. Některé ženské vysoké školy kladly důraz na vědu a svým studentkám vštěpovaly závazek věnovat se výzkumu. V době rozšiřování vědeckých institucí se ukázalo, že ženy se poměrně snadno dostávají na nová pracovní místa, která se začala definovat jako „ženská práce“. Tyto možnosti však byly obvykle velmi omezené a práce byla tak špatně placená nebo nízko hodnocená, že ji kvalifikovaní muži nechtěli přijmout.
Ženy se významně zapsaly i do astronomie na Harvardově observatoři v období před zavedením doktorského programu na observatoři. Tyto zásluhy však byly formovány určitou představou o tom, jaká astronomická povolání jsou pro ženy vhodná. Ženy v astronomii pracovaly v rámci vymezené samostatné ženské práce, ale také vyvinuly strategie, jak rozšířit omezení, která jim byla přidělena. Podle vzoru běžného pro ženské profesionálky na přelomu století většina astronomek neusilovala o stejná pracovní místa, jaká zastávali muži, ale spíše se snažila rozšířit pracovní příležitosti vhodné pro ženy. Ne všem ženám však tato ženská práce vyhovovala. Astronomky s nadáním v oblastech, které nebyly v astronomické komunitě považovány za ženské, se snažily rozšířit možnosti, které byly ženám k dispozici. Také nové technologie v astronomii, zejména fotografie, vedly k novým typům projektů a nové pozornosti věnované některým oblastem studia, jako jsou například proměnné hvězdy. Celé oblasti výzkumu v astronomii začaly být definovány jako ženská práce a některé ženy byly za vynikající práci odměněny značnou vědeckou prestiží.
Existovalo několik důvodů, proč Harvardova observatoř začala zaměstnávat ženy:
- Ženy měly specializované dovednosti a znalosti použitelné pro práci observatoře. Mnohé z astronomických pracovnic získaly vysokoškolské vzdělání v oboru matematiky a astronomie. Vedení observatoře věřilo, že ženy mají zvláštní „ženské“ vlastnosti, které jsou užitečné pro tento druh systematické, opakující se a přesné práce - trpělivost, přesnost, smysl pro detail a pečlivost.
- Ženy poskytovaly levnou pracovní sílu. Zaměstnavatelé běžně platili ženám za stejnou práci méně než mužům. Bylo to úsporné rozhodnutí o zaměstnání, které umožňovala ekonomika, v níž měly ženy s astronomickým a matematickým vzděláním nebo schopnostmi omezené profesní možnosti. Přestože ženy pracující v astronomii nebyly v té době spravedlivě odměňovány, jejich platy v observatoři převyšovaly to, co by si vydělaly jinde. V roce 1900 vydělávala W. Flemingová 1 500 dolarů ročně. Ve stejné době činil průměrný plat ženy vyučující na státní škole v Massachusetts 633 dolarů.
- Pro mnoho astronomických počtářek byla tato práce jejich vášní, některé také pocházely z rodin spojených s astronomií nebo s observatoří. Poptávka po práci v observatoři byla velmi vysoká, protože existovalo jen málo jiných profesních příležitostí, jak se věnovat astronomickému výzkumu. Ženy s vysokoškolským vzděláním v oboru astronomie a matematiky nacházely uplatnění jinde především jako učitelky na ženských vysokých školách nebo na středních školách.

Označení, které bylo ženám na observatoři přisuzováno, se v průběhu času výrazně měnilo; například až do roku 1900 byly ženy označovány výhradně jako počítačové pracovnice (počtářky) nebo asistentky a od 10. a 20. let 20. století byly některé z nich, kromě jiných titulů, označovány jako astronomky. Některé z těchto žen prováděly vlastní původní vědecký výzkum a některé z nich prováděly výpočty podporující výzkum jiných. Mnohé odvedly mnohem hodnotnější práci, než jim bylo v té době připisováno, a jiné za svou práci získaly významná ocenění. Vznik pracovních míst pro ženy na Harvardově observatoři ukazuje, jak potřeby zaměstnavatele a zaměstnance formovaly práci žen v astronomii.

### Skleněný vesmír

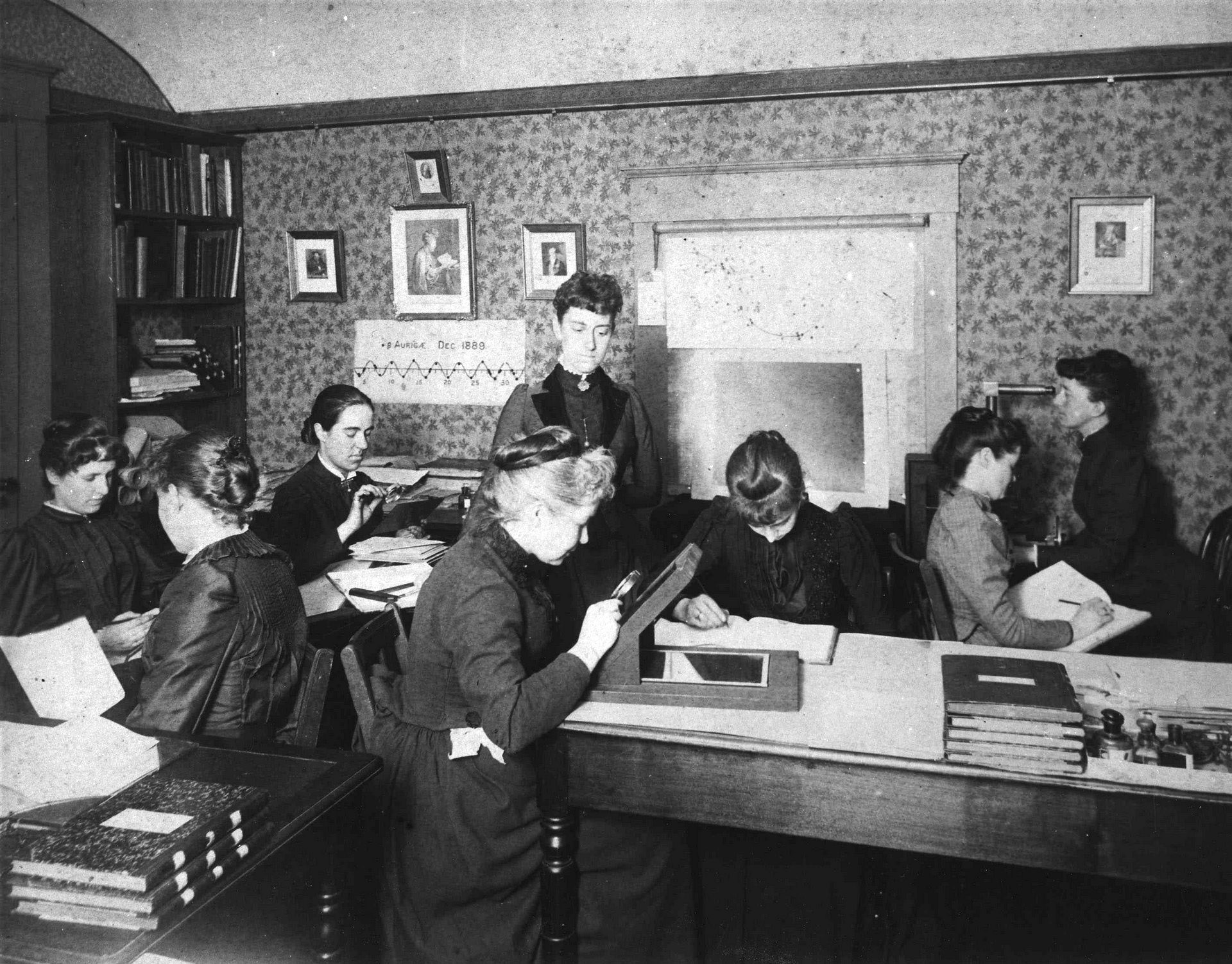
Skupina počtářek na Harvardově observatoři v roce 1891.

V roce 1875 nečekaně zemřel v pořadí třetí ředitel Harvardovy observatoře Joseph Winlock (1826–1875), který observatoř vedl v letech 1866–1875. Observatoř byla v té době chudá na finance i na přístrojové vybavení a neměla dostatek pracovních asistentů a zaměstnanců. Totéž platilo o téměř všech třiceti veřejných a soukromých observatořích, které ve Spojených státech existovaly před rokem 1880. Žádná z nich neměla dostatečnou finanční podporu ani dostatečně početný personál, aby mohla fungovat pouze jako výzkumná instituce. V evropských zemích byla astronomie obvykle podporována státem. V Americe však měla takovou podporu pouze Námořní observatoř; astronomie se obecně nepovažovala za samostatnou vědu, ale především za nástroj, který se používal při řešení praktických problémů - k určování zeměpisné šířky a délky, zeměpisných hranic, přesného času a zvláštností počasí a klimatu. Pouze Harvardova observatoř a Námořní observatoř ve Washingtonu mohly být oprávněně považovány za rovnocenné svým protějškům v Evropě.
Po smrti Josepha Winlocka zastával v letech 1875 až 1877 funkci dočasného ředitele hvězdárny profesor Arthur Searle (1837–1920), který kromě obvyklých astronomických pozorování věnoval energii malého kolektivu pracovníků přípravě několika svazků Annals of Harvard College Observatory pro tisk. Přestože se za Winlockova vedení přihlásila na observatoř jedna nebo dvě ženy jako dobrovolné studentské asistentky, teprve v roce 1875 začal Searle uplatňovat v té době ojedinělou politiku přijímání žen mezi své zaměstnance. Mezi první ženy (počtářky), které na observatoři oficiálně pracovaly, patřily Rebecca Titsworth Rogersová (v letech 1875–1898, manželka Williama A. Rogerse, který byl od roku 1870 astronomem na observatoři), Rhoda G. Saundersová (1875–1888) a Anna Winlocková (1875–1904, dcera Josepha Winlocka).
První ženy, které nastoupily na Harvardovu observatoř v roce 1875, pomáhaly W. Rogersovi při práci na aktualizaci hvězdného katalogu Bonner Durchmusterung. Především trávily dny prováděním matematických výpočtů pro muže astronomy, kteří prováděli v noci pozorování pomocí poledníkového kruhu, který byl na observatoři instalován v roce 1870. Počtářky přebíraly pozorovací zápisníky astronomů a redukovaly v nich zaznamenané údaje - zprůměrovaly čísla a opravily je o refrakci, paralaxu  a chyby vlastní různým přístrojům, aby zaznamenaly absolutní polohu objektu na obloze. Tehdejší prezident Harvardovy univerzity Charles William Eliot sám podpořil zaměstnávání žen tím, že požádal Arthura Searla, aby angažoval slečnu Saundersovou na jeden rok s platem 600 dolarů. Saundersová zůstala na observatoři třináct let.
Edward C. Pickering, čtvrtý ředitel observatoře, byl jmenován v roce 1876, ale své nové funkce se ujal až 1. února 1877. Na začátku Pickeringova řízení byl stav observatoře takový, že instituce bojovala s nedostatečnými příjmy, aby uživila své zaměstnance a aby získala prostředky na publikování pozorování z předchozích let. Jeho snahou především bylo, aby přístroje a vybavení observatoře bylo plně využito a zároveň aby výsledky pozorování byly urychleně připraveny ke zveřejnění. Jako fyzik Pickering zaměřil práci observatoře převážně na astrofyzikální obory. Jeho hlavním zájmem byla po mnoho let fotometrie hvězd. Zpočátku se jednalo o vizuální pozorování, ale později měl Pickering v úmyslu přesměrovat většinu projektů observatoře do fotografické oblasti.
Pickeringovy náborové praktiky, spolu s jeho závazkem systematicky fotografovat noční oblohu po dobu desetiletí, vytvořily pole pro ženskou práci ve „skleněném vesmíru“ Harvardovy observatoře. Financování těchto projektů pocházelo primárně od dvou dědiček s trvalým zájmem o astronomii: Mary Draperové a Catherine Wolfe Bruceové. Práce žen na observatoři se tak rozšířila jak co do rozsahu, tak do významu, jako rozsáhlý projekt klasifikace hvězdných spekter. Nový projekt využíval dalekohled s hranolem k záznamu spekter stovek hvězd na jedinou fotografickou desku. Asistentky pak desky zkoumaly, identifikovaly hvězdy a klasifikovaly jejich spektra. Díky této nové linii ženské práce bylo v letech 1885 až 1900 na observatoři zaměstnáno 21 žen.

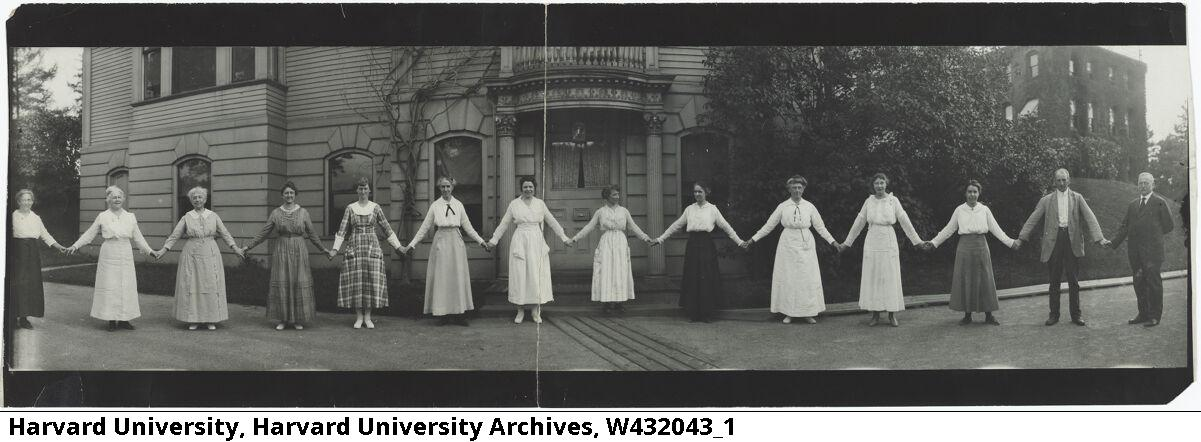
Část harvardských počtářek v roce 1918. Dva muži vpravo jsou Frank E. Hinckley (obsluha dalekohledu) a Edward King (vedoucí hvězdné fotografie).

Práce počtářek byla velmi náročná. Pracovní týden byl šestidenní a ženy pracovaly v těsných prostorách a často ve dvojicích. Jedna žena zkoumala těžkou skleněnou desku lupou, na které bylo mnoho teček, z nichž každá představovala hvězdu. Při jejich zpracování hodnotila jejich svítivost, velikost a další vlastnosti podle standardů klasifikačního schématu, který vytvořili Pickering a Flemingová. Její partnerka zapisovala informace do velkého deníku. Ostatní ženy fotografie porovnávaly a třídily.
Mnoho žen, které pracovaly se skleněnými deskami, bylo spřízněno s jinými zaměstnanci, kteří již na observatoři pracovali. V ženském týmu na observatoři bylo mnoho dvojic sester, sestřenic, neteří a tet. Některé z nich jsou potvrzeny, zatímco jiné se předpokládají na základě převládání příjmení, jako jsou Hawes, Stevens, Michaelis, Gill, Searle, Rogers, Walker, Mussells a Wells. Mužští astronomové také doporučovali své ženské příbuzné do zaměstnání. Solon Bailey, Arthur Searle, Joseph McCormack, Limmye Vernon Robinson, Leon Campbell, Jesse Greenstein a William Rogers byli všichni příbuzní žen, které pracovaly se sbírkou skleněných desek Harvardovy observatoře v letech 1875 až 1975.
Dokonce i ředitelé observatoře se zřejmě podíleli na praxi zaměstnávání rodinných příslušníků. Selina Cranch Bondová byla dcerou prvního ředitele Williama Cranche Bonda a sestrou druhého ředitele George Phillipse Bonda. Anna a Luisa Winlocková byly dcerami třetího ředitele Josepha Winlocka. Čtvrtý ředitel, Edward Pickering, zaměstnával svého bratra astronoma Williama, ale v roce 1904 se na výplatních páskách objevuje i jeho švagrová Anne Atwood Pickeringová. Pátý ředitel, Harlow Shapley, zřejmě oficiálně nezaměstnal svou manželku Marthu Betz Shapleyovou, ale ta publikovala astronomické práce založené na skleněných deskách a byla známá jako nadaná matematička, která pomáhala svému manželovi při mnoha jeho matematických pracích, včetně jeho doktorské práce na Princetonu.

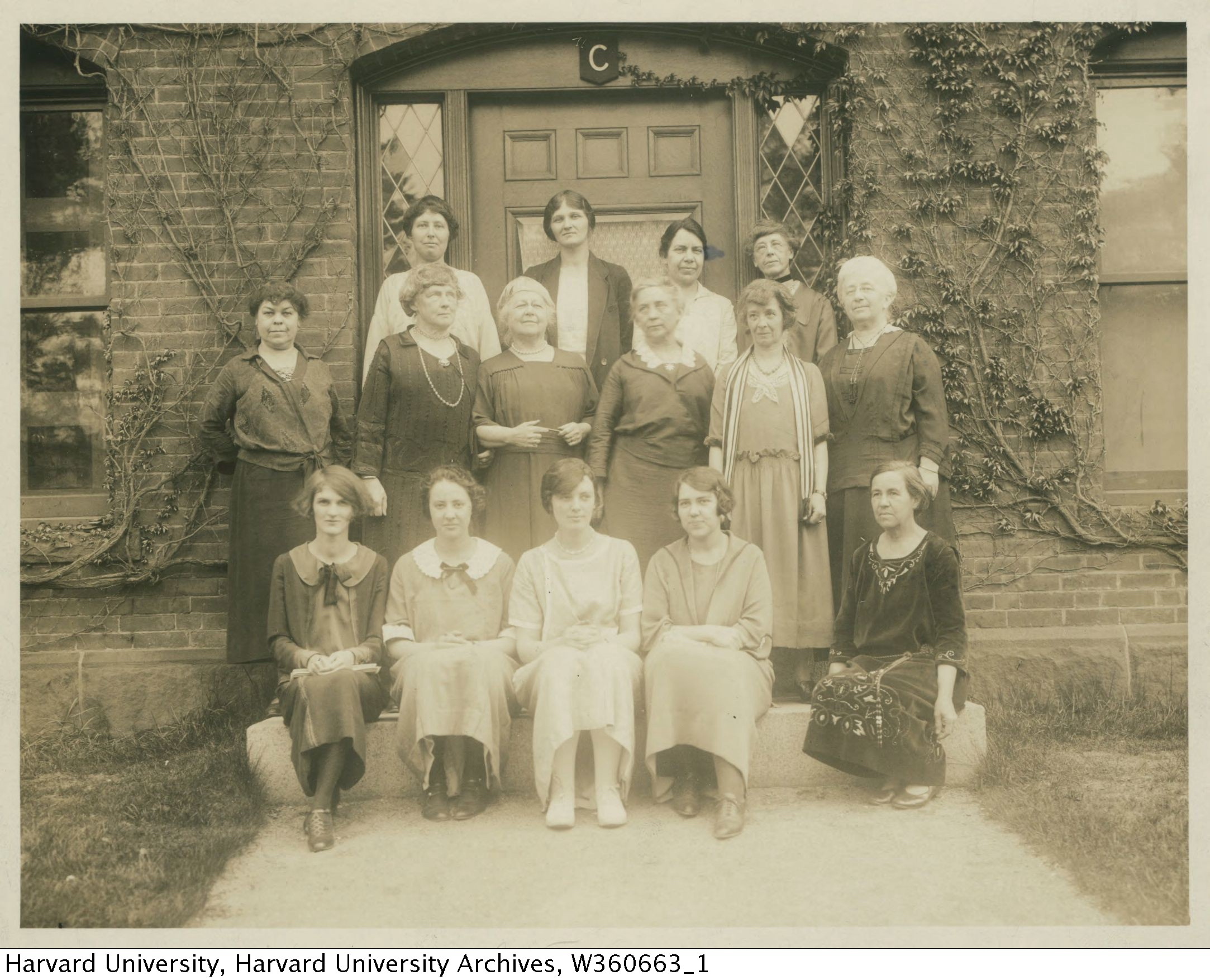
Foto části harvardských žen v roce 1925, které vypovídá o začátku éry vědkyň. Zadní řada: Margaret Harwood, Cecilia Payne, Arville D. Walker, Edith F. Gill. Prostřední řada: Lillian L. Hodgdon, Annie Jump Cannon, Evelyn Leland, Ida E. Woods, Mabel Gill, Florence Cushman. Přední řada: Agnes M. Hoovens, Mary B. Howe, Harvia H. Wilson, Margaret Walton Mayall, Antonia C. Maury.

Na přelomu 19. a 20 století se v rámci Harvardovy observatoře objevil další model zaměstnávání. Mnoho žen, které pracovaly ve výpočetní místnosti, přišlo čerstvě z nových ženských vysokých škol. Edward Pickering byl po celou dobu svého působení ve funkci ředitele Harvardovy observatoře (1877-1919) v úzkém kontaktu s profesorkami astronomie. Tyto vztahy byly pravděpodobně důsledkem Pickeringovy pověsti podporovatele astronomického vzdělávání žen. Pomáhal profesorkám astronomie při zakládání observatoří, školil studentky ve využívání fyzikálních laboratoří a psal o potenciálu žen učinit vlivné objevy v astronomii. V otevřené výzvě pro dobrovolné pozorovatele se Pickering snažil výslovně získat absolventky, aby se chopily dalekohledů a změnily názor na to, čeho jsou ženy schopny.
Historicky byla většina těchto žen anonymní. Studie Lindsay Zrullové o ženách na Harvardově observatoři v letech 1875–1975 zkoumala jména nalezená na více než 400 000 obálkách se skleněnými fotografickými deskami, které jsou postupně na Harvardu digitalizovány. Bylo nalezeno 216 jmen žen, které zanechaly svou „stopu“ ve sbírce astronomických desek, většina z nich však za svou práci nezískala žádné uznání. Bylo také nalezeno přes 170 iniciál bez další identifikace, s největší pravděpodobností mnoho z nich patří ženám, které sbírku používaly. Zajímavostí v tomto seznamu žen je, že je zde uvedena i Alena Kopalová, manželka českého astronoma Zdeňka Kopala, která se objevuje v záznamech v letech 1939–1952. 
Harvardova observatoř založila na počest Williaminy Flemingové, která byla v letech 1899–1911 oficiální kurátorkou astronomických fotografií, Sbírku astronomických skleněných desek Williaminy Flemingové. Tato sbírka astronomických skleněných desek představuje nejvýznamnější desky použité při objevech, výzkumu a pracovním procesu ženských počtářek a astronomů na Harvardově observatoři. Sbírka je tak neocenitelným záznamem pracovního procesu stovek astronomek na konci 19. a počátku 20. století.

### Významné členky skupiny
Jmenný seznam skupiny astronomických počtářek obsahují zdroje. Velký ženský personál se skládal z žen různého věku, které byly dobré v matematice, nebo oddané pozorovatelky hvězd, nebo obojí. Některé byly absolventkami nově založených ženských kolejí, zatímco jiné si přinesly pouze středoškolské vzdělání a vlastní vrozené nadání. Některé z nich přispěly tak významným způsobem, že jejich jména získala čestné místo v dějinách astronomie: 
- Mary Anna Draperová
- Florence Cushmanová
- Annie Jump Cannonová
- Williamina Flemingová
- Evelyn Lelandová
- Henrietta Swan Leavittová
- Cecilia Payne-Gaposchkinová
- Anna Winlocková
- Antonia Mauryová